# Marquise (siège)

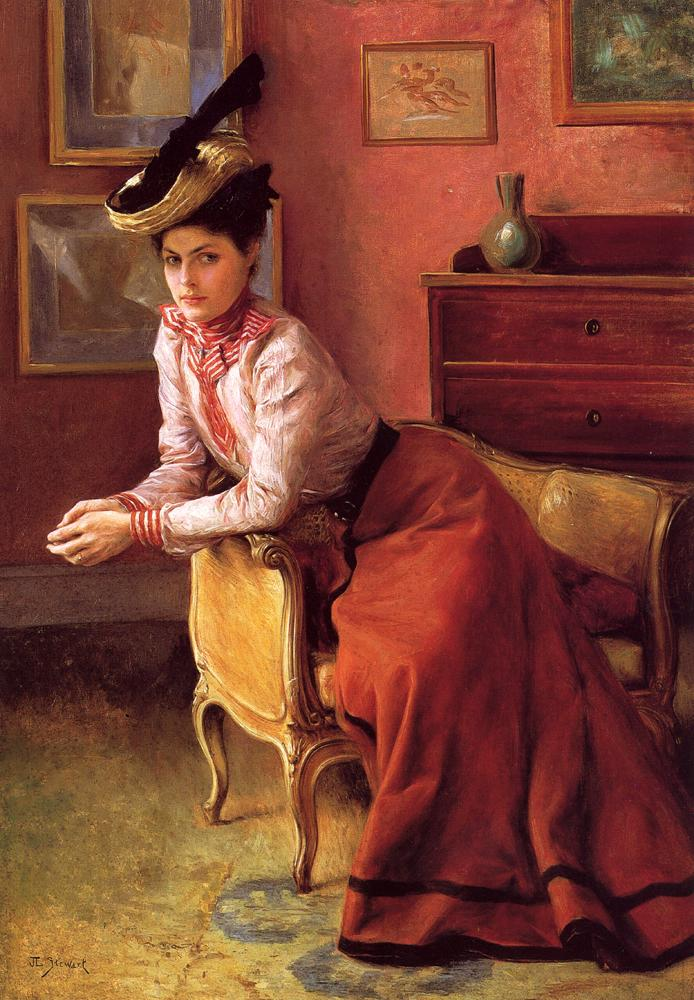
Marquise de style Louis XV.

La marquise est un fauteuil profond, à dossier bas et à accotoirs hauts, apparu au XVIIIe siècle.
Il s'agit d'une bergère élargie et généralement rembourrée de gros coussins.

Fauteuil marquise, photo prise en 1914.